# Campo de sa Punta
Sa Punta era un campo de fútbol de Palma de Mallorca, (Islas Baleares, España). En este terreno de juego se disputaban los partidos oficiales del Athletic Futbol Club, desde la creación del club en 1922 hasta 1942, en que fue demolido a consecuencia del crecimiento de la ciudad.

## Historia
En 1922 se fundó en Palma de Mallorca un nuevo club de fútbol, el Athletic Futbol Club, cuyo campo de juego estaba emplazado en unos terrenos denominados de sa Punta (la punta). El nombre se debía a la confluencia de las antiguas carreteras de Sóller y Valldemosa (actualmente calles de Francesc Suau y de Alfons el Magnànim), las cuales formaban un agudo ángulo en su intersección: la actual Plaza de Abú Yahya. El campo estaba situado entre las actuales calles de Francesc Suau, Poeta Guillem Colom, Alfons el Magnànim y Joan Valls. Tenía unas dimensiones de 98 x 60 metros y un aforo de 2.800 espectadores, 1.000 sentados y 1.800 de pie.
Los socios del Athletic FC suscribieron acciones de cinco duros para sufragar el nacimiento de la nueva entidad y alquilar el terreno de juego. El alquiler respondía a la necesidad de tener un campo en condiciones y dejar de jugar en descampados abiertos, de superficie irregular, sin gradas ni medidas reglamentarias, en aquel entonces una costumbre aún muy habitual.
El Ayuntamiento de Palma aprobó en 1942 un plan de urbanización de la zona en la que estaba emplazado el campo, lo cual suponía su desaparición y obligaba al club a abandonarlo. Como la entidad no tenía recursos suficientes para conseguir uno nuevo, el club estaba abocado a desaparecer. El club inició contactos con otros clubes para poder sobrevivir y finalmente fue absorbido por el Baleares FC. La nueva entidad, que adoptó el nombre de Atlético Baleares, jugaría en el campo propio del Baleares FC, Son Canals.
Poco después, el campo de sa Punta fue demolido debido al crecimiento urbanístico de la ciudad.